# Harmony toolkit
 (septembre 2012).
Si vous disposez d'ouvrages ou d'articles de référence ou si vous connaissez des sites web de qualité traitant du thème abordé ici, merci de compléter l'article en donnant les références utiles à sa vérifiabilité et en les liant à la section « Notes et références ».
Harmony toolkit est un framework de composants d'interface graphique créé par le projet GNU comme alternative à Qt lorsque ce dernier était distribué par Trolltech sous la licence QPL, incompatible avec la notion de copyleft de la licence publique générale GNU. Le projet est abandonné lorsque Qt est distribué sous une double licence, GNU GPL et QPL.

## Historique
Le projet GNU lance le projet Harmony toolkit parallèlement au projet GNOME pour contrer la popularité de l'environnement de bureau libre KDE, en raison de sa dépendance au framework Qt. Les développements cessent à la fin de l'année 2000 après les changements de licences.
Qt sera par ailleurs distribué à partir de janvier 2009 sous la licence LGPL tout en maintenant le choix pour la GNU GPL et la QPL.